# Travis Mayer
Travis Mayer (ur. 22 lutego 1982 w Springville) – amerykański narciarz, specjalista narciarstwa dowolnego. Jego największym sukcesem jest srebrny medal w jeździe po muldach wywalczony na igrzyskach olimpijskich w Salt Lake City. Na mistrzostwach świata najlepszy wynik osiągnął podczas mistrzostw świata w Deer Valley, gdzie zajął 4. miejsce w jeździe po muldach. Najlepsze wyniki w Pucharze Świata osiągnął w sezonie 2002/2003, kiedy to zajął 3. miejsce w klasyfikacji jazdy po muldach.
W 2006 r. zakończył karierę.

## Osiągnięcia

### Igrzyska olimpijskie
| Miejsce | Dzień     | Rok  | Miejscowość    | Konkurencja      | Zwycięzca       |
| ------- | --------- | ---- | -------------- | ---------------- | --------------- |
| 2.      | 12 lutego | 2002 | Salt Lake City | Jazda po muldach | Janne Lahtela   |
| 7.      | 15 lutego | 2006 | Turyn          | Jazda po muldach | Dale Begg-Smith |

### Mistrzostwa świata
| Miejsce | Dzień       | Rok  | Miejscowość | Konkurencja      | Zwycięzca       |
| ------- | ----------- | ---- | ----------- | ---------------- | --------------- |
| 4.      | 31 stycznia | 2003 | Deer Valley | Jazda po muldach | Mikko Ronkainen |
| 17.     | 19 marca    | 2005 | Ruka        | Jazda po muldach | Nathan Roberts  |

### Puchar Świata

#### Miejsca w klasyfikacji generalnej
- sezon 2001/2002: 33.
- sezon 2002/2003: 7.
- sezon 2003/2004: 102.
- sezon 2004/2005: 10.
- sezon 2005/2006: 58.

#### Miejsca na podium
1. Steamboat Springs – 14 grudnia 2001 (Jazda po muldach) – 2. miejsce
2. Lake Placid – 19 stycznia 2002 (Jazda po muldach) – 2. miejsce
3. Sauze d’Oulx – 7 grudnia 2002 (Jazda po muldach) – 3. miejsce
4. Madonna di Campiglio – 14 grudnia 2002 (Jazda po muldach) – 3. miejsce
5. Ruka – 19 grudnia 2002 (Jazda po muldach) – 2. miejsce
6. Voss – 1 marca 2003 (Jazda po muldach) – 3. miejsce
7. Tignes – 16 grudnia 2004 (Jazda po muldach) – 2. miejsce
8. Lake Placid – 15 stycznia 2005 (Jazda po muldach) – 1. miejsce
9. Fernie – 22 stycznia 2005 (Jazda po muldach) – 2. miejsce
10. Sauze d’Oulx – 18 lutego 2005 (Jazda po muldach) – 2. miejsce
11. Oberstdorf – 18 grudnia 2005 (Jazda po muldach) – 2. miejsce

- W sumie 1 zwycięstwo, 7 drugich i 3 trzecie miejsca.